# Companyia Neerlandesa de les Índies Orientals
La Companyia Neerlandesa de les Índies Orientals (Verenigde Oostindische Compagnie, abreujat VOC en neerlandès, literalment Companyia Unida de les Índies Orientals). Es va establir el 20 de març de 1602, quan els Estats Generals dels Països Baixos li van concedir un monopoli de 21 anys per a realitzar activitats colonials dins l'entorn d'Àsia. Pionera del capitalisme modern, era la primera corporació multinacional del món i era la primera companyia que publicava els seus guanys, també és considerada l'empresa més valuosa de tota la història amb un valor equivalent al PIB de les actuals Japó, Alemanya i França.

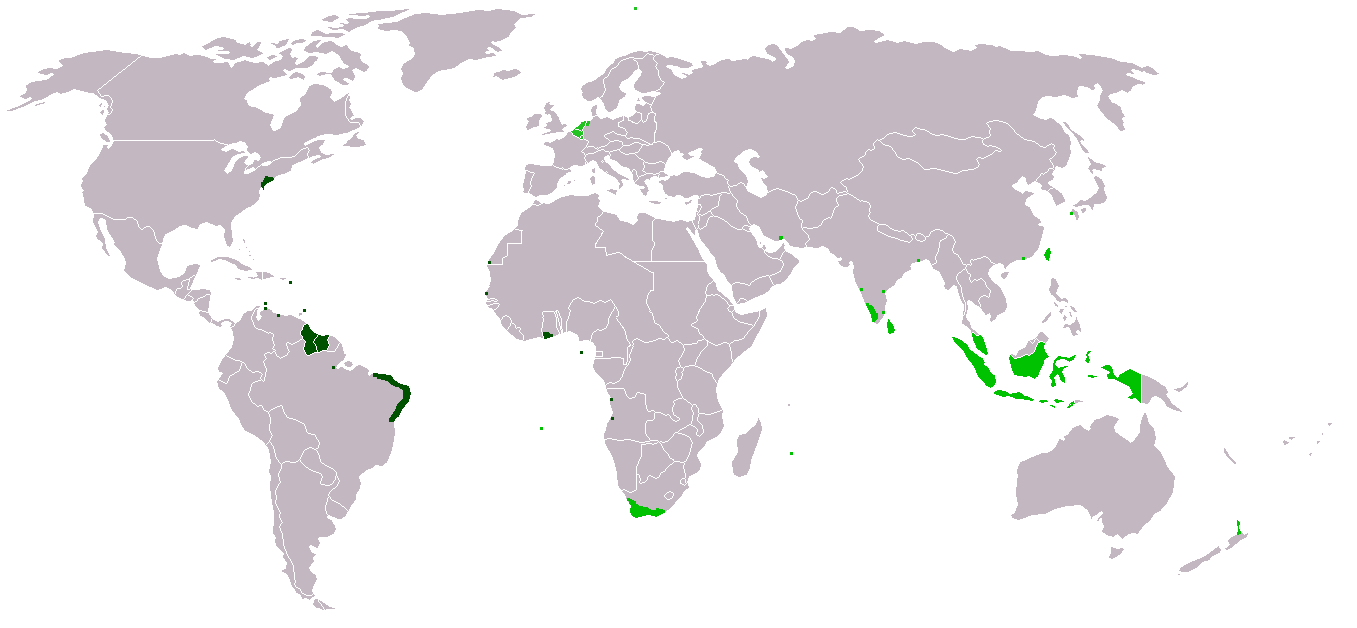
Possessions neerlandeses, amb les possessions de la Companyia Neerlandesa de les Índies Orientals en color verd pàl·lid, a l'oceà Índic més Santa Helena al mig de l'oceà Atlàntic

Sovint l'empresa ha estat etiquetada com a empresa comercial (és a dir, una empresa que compra i ven productes produïts per altres persones) o, de vegades, com a empresa naviliera. Tanmateix, la VOC era de fet un model corporatiu modern de la cadena de subministrament global integrada verticalment i un conglomerat, que es diversificava en múltiples activitats comercials i industrials com el comerç internacional (especialment el comerç intraasiàtic), la construcció naval i la producció i comerç d'espècies de l'Índia Oriental, cafè indonesi, canya de sucre de Formosa, i vi sud-africà.
Aquesta companyia, creada a imitació de la britànica, superà a aquesta en el comerç d'espècies. Arribaren a controlar ports a Sud-àfrica, Sri Lanka, Malàisia, Indonèsia i el Japó i a les seves colònies estrangeres tenia poders quasi governamentals, incloent la capacitat de fer guerra, empresonar i executar condemnats, negociar tractats, emetre moneda i establir colònies. Va ser una companyia de gran importància i volum de negocis durant gairebé dos segles, fins que va fer fallida i va ser dissolta el 1798. Les possessions i el deute foren assumits pel govern de la República Bàtava. Va encunyar temporalment les seves pròpies monedes, perquè pràcticament no hi havia demanda de productes europeus a Àsia. Tenia el seu propi exèrcit i vaixells de guerra per mantenir o ampliar la seva posició i, si calia, forçar el comerç amb la població local.

## Història

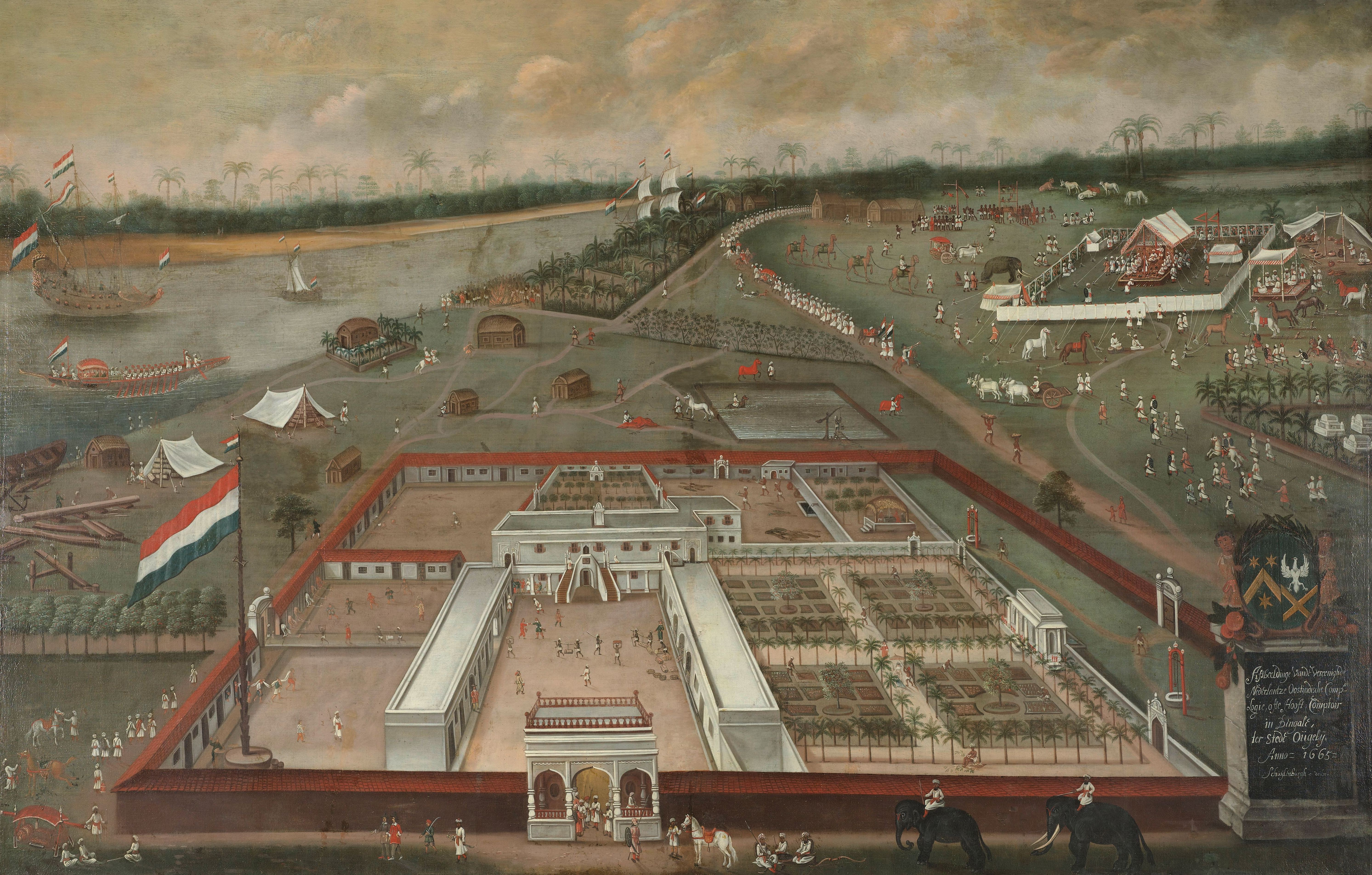
Fàbrica de la Companyia Neerlandesa de les Índies Orientals a Hugli-Chuchura, Bengal Subah. Hendrik van Schuylenburgh, 1665

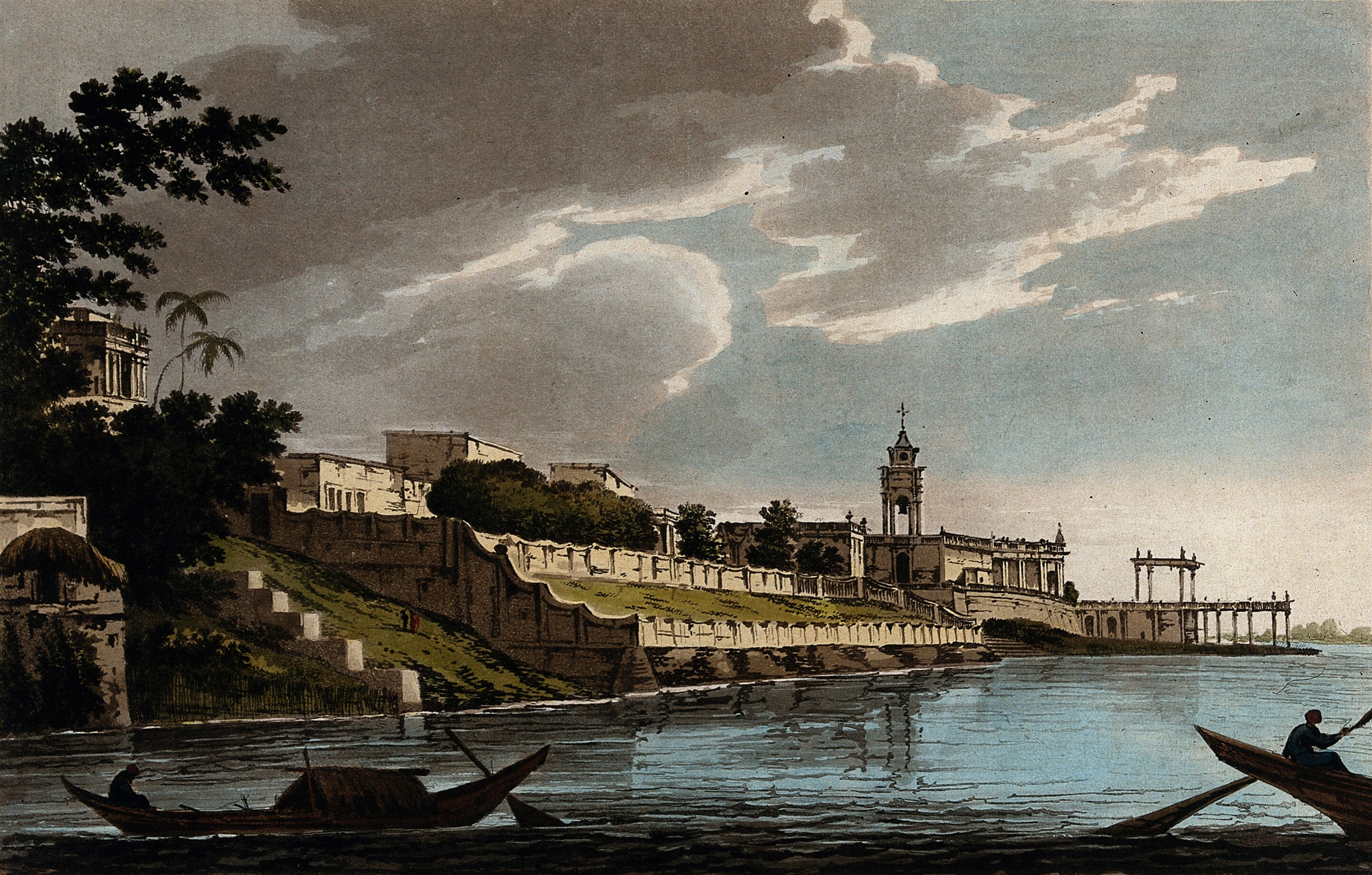
Assentament neerlandès a Bengal Subah

La vigència del tractat de Tordesillas, que establia que Espanya es reservava la sobirania sobre els territoris descoberts a l'oest del meridià 46 i Portugal la dels situats a l'est va quedar reduïda al no-res després de la Pau de Cateau-Cambrésis de 1559 quan les monarquies Hispànica i francesa van decidir treballar activament contra l'heretgia protestant i aquelles potències van comprendre que la seva influència política es jugava tant a la mar com la terra, va començar l'era de les grans potències navals que van competir entre elles en diversos plans, des del debat teòric fins al conflicte obert.
El 1602, sis empreses de les Províncies Unides que havien estat comerciant amb Àsia des de 1595, que desitjaven comerciar a la zona al voltant de l'Oceà Índic, imitant als britànics, que el 1600 formaren la Companyia Britànica de les Índies Orientals van formar aquesta empresa, amb la doble seu a Batàvia i Amsterdam. amb una patent que estipulava que des de les Províncies Unides només ella tenia dret a fer comerç marítim a la zona a l'est del cap de Bona Esperança i a l'oest de l'estret de Magallanes per deu anys, que es va anar renovant cada 21 anys, durant els quals es va adaptar el contingut. La màxima autoritat estava en mans del Heren XVII, anomenat així pel nombre de directors que van formar el govern central en representació de les cambres de comerç, 8 d'Amsterdam, 4 de Zeeland (Middelburg, Vlissingen) 4, i un de Rotterdam, Delft, Hoorn i Enkhuizen, i un dissetè rotatiu entre les cambres que no eren Amsterdam, per evitar el seu domini, i que es reunien en la Oost-Indisch Huis d'Amsterdam o Middelburg.
El 1602 s'inicia l'expansió del gegant amb la construcció del quarter general de la companyia a Batàvia (l'actual Jakarta) a l'illa de Java. Altres llocs comercials sorgeixen als dominis que van constituir les Índies Orientals holandeses (la futura Indonèsia), per exemple a les illes Moluques on la VOC tindrà el monopoli de la nou moscada i del clau. Durant molt de temps, l'emplaçament de la VOC a Deshima, un illot artificial a Nagasaki, era l'únic lloc on es permetia als europeus comerciar amb els japonesos. El 1652, Jan van Riebeeck establí una colònia al Cap de Bona Esperança a l'extrem meridional d'Àfrica com a punt d'escala per als vaixells de passada de la VOC. Aquesta colònia (anomenada Colònia del Cap) serà la gènesi del poble afrikaner. Altres establiments de la VOC es troben a l'Iran, a Bangladesh, a Sri Lanka, a Malàisia, a Tailàndia, a la Xina, i a l'Índia. Des de la revolta dels japonesos cristians del 1638 solament es van permetre al Japó del regnat de Iemitsu Tokugawa que els xinesos i els holandesos comerciaren, establint-se aquests al port de l'illa de Deshima. En el seu punt àlgid el 1669, la VOC era la companyia més rica del món del seu temps: comptava amb 150 vaixells comercials, 50.000 empleats, un exèrcit de 10.000 homes, una marina de 40 vaixells de guerra.
A principis de l'edat moderna era l'empresa privada més gran dels països baixos i va ser una de les principals forces que va impulsar la revolució financera i el miracle econòmic de les Províncies Unides durant l'edat d'Or neerlandesa en va substituir a França com la superpotència econòmica i financera més important del món, dominant el mercat mundial en moltes indústries avançades com la construcció naval, el transport marítim, enginyeria de l’aigua, impressió i publicació, fabricació de mapes, pasta de paper i paper, fabricació de lents, refinament de canya de sucre, inversió a l'estranger, serveis financers i comerç internacional.
La companyia va tenir freqüents conflictes amb els britànics. Extraoficialment, la Companyia intentaria soscavar o fins i tot impedir la dominació britànica a l'Índia durant la Tercera Guerra del Carnàtic. Després de la quarta guerra anglo-neerlandesa de 1780 a 1784, la VOC es trobava en dificultats financeres, i el 1798 després d'una crisi financera, fou dissolta. Al Congrés de Viena de 1815, les Índies Orientals neerlandeses van correspondre als Països Baixos, però a Gran Bretanya li van adjudicar la Colònia del Cap.

## Finançament i responsabilitat social corporativa
Fins al 31 d'agost de 1602, tots els residents de les Províncies Unides podien registrar per escrit a cada Cambra quants diners volien invertir, que després es podrien pagar en tres o quatre terminis. Es va invertir un total de més de 6,4 milions de florins, que es va estipular que no es podia augmentar ni disminuir. Com que no es va emetre mai noves accions, es va recollir capital extra mitjançant la contractació de préstecs a curt termini, que van ser adaptats a préstecs a llarg termini al llarg del segle xviii. Quan des del 1743 es va donar a la companyia el monopoli del comerç intraasiàtic en alguns productes, la companyia cobrà impostos sobre les transaccions, i els beneficis eren usats per a la compra de mercaderia.
Els empresaris holandesos del segle xvii, especialment els inversors de COV, van ser possiblement els primers inversors registrats a la història que van considerar seriosament els problemes del govern corporatiu. Isaac le Maire un dels més importants accionistes de la companyia, membre de la junta i conegut com el primer venedor en descobert de la història, encapçalar una queixa del 40% del capital en 1609 de la mala qualitat del govern corporatiu presentant una petició contra el VOC, marcant la primera expressió registrada de disputa de govern corporatiu, acusant formalment que el Heeren XVII actuava en el seu propi interès i demanant més poder en la companyia. Aparentment Le Maire volia recuperar els beneficis de l'empresa per finançar expedicions pròpies en lloc de les de la companyia. Com la seva participació no anava acompanyada d'un major poder de vot, Le Maire va ser destituït pels altres governadors el 1605 acusat de malversació i es va veure obligat a signar un acord per no competir amb el VOC. El 1622, la primera revolta accionista registrada a la història va succeir entre els inversors de COV que van exigir una auditoria financera adequada, testimoni de la gènesi de la responsabilitat social corporativa en què els accionistes van organitzar protestes distribuint fulletons i queixant-se de l'enriquiment dels gestors.

## Embarcacions
Durant els gairebé 200 anys de la seva existència, es van enviar uns 4.700 vaixells a Àsia, dels quals gairebé 1.700 al segle XVII i més de 3.000 al segle xviii. Del total de 1772 vaixells construïts entre 1603 i 1795, 336 es van construir a les drassanes de Middelburg, l'única drassana on es construïen els East Indiaman, a Rotterdam 110, Delft 111, Enkhuizen 108, Hoorn 102 i a Amsterdam 683; Es van perdre 247 vaixells en aquest període. 1147 vaixells van sortir de la rada de Middelburg al fort "Zeeburg" Fort Rammekens.
El vaixell més utilitzat era l'east Indiaman, amb tres pals i una longitud mitjana de 40 metres. La capacitat de càrrega era de mitjana de vuit-centes tones i duraven uns. Altres vaixells més petits que s'utilitzaven eren, per exemple, el hoeker, el iot, el filibot, la pinassa i la galiota. Els vaixells tenien 39, 41, 45 i 48 metres. El vaixell més gran de l'època, el Prins Willem va ser flotat en 1650, amb 68 metres d'eslora i una capacitat de càrrega de 1200 tones, va sortir de la rampa.

## Exploració
Per millorar les seves rutes comercials, la companyia va finançar viatges d'exploració com els dirigits per Willem Janszoon, Henry Hudson i Abel Tasman, que van revelar masses de terra desconegudes al món occidental, ajudant a configurar el coneixement geogràfic del món tal com el coneixem actualment.